# 莫昌
莫昌（1423年—1482年），字隆遠，四川重慶府銅梁縣人，軍籍，治《詩經》，年四十二歲中式天順八年甲申科第三甲第一百一十二名進士。九月二十二日生，行五。由國子生中式四川鄉試第三十三名舉人，會試中式第五十九名。

## 家族
曾祖莫信卿；祖莫仲昭，參議；父莫壽；母王氏；繼母周氏。慈侍下，妻傅氏，兄永萇；永芳；永齡；永豐，弟永政。